# Процесія

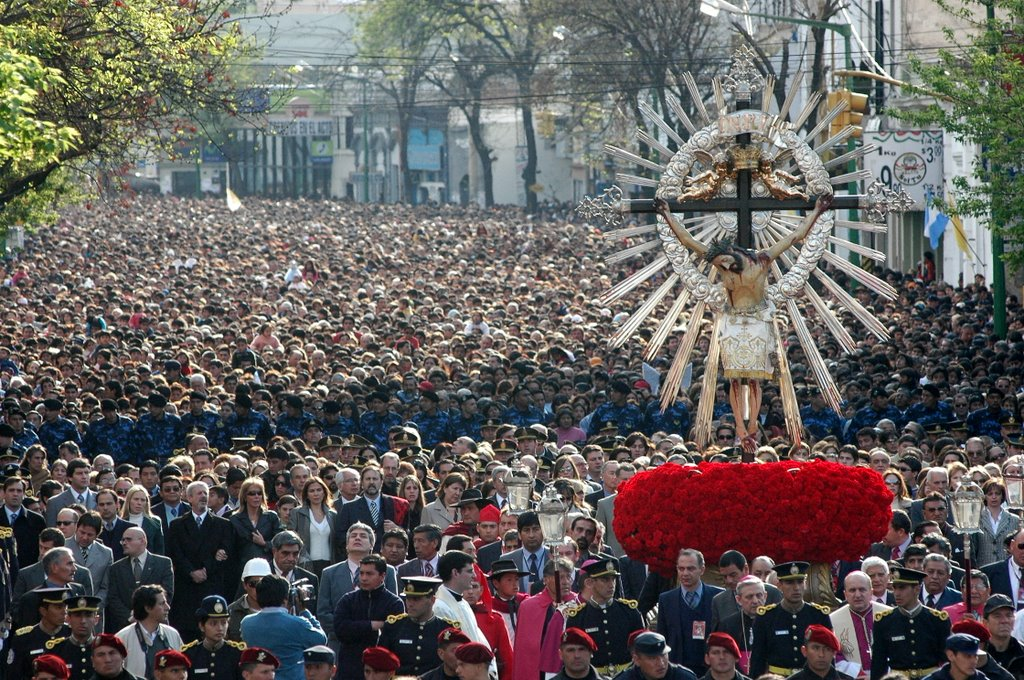
Процесія в Сальті, Аргентина

Процесія (лат. processio, від procedere — «йти попереду», «передувати»), також похід — група людей, що пересувається кудись з певною метою, зокрема під час урочистих подій (свята, весілля, похорону).
Згідно з наказом МВС «Про затвердження Статуту патрульно-постової служби міліції України» від 28.07.94 № 404), «Вуличний похід проводиться з тією ж метою, що і демонстрація, мітинг, однак відрізняється меншою динамікою, відсутністю мітингово-демонстраційної атрибутики».